# Arthur Mendel (muzicolog)
Arthur Mendel (n. 6 iunie, Boston, Massachusetts, SUA, 1905, d. 14 octombrie, 1979, Newark, New Jersey, SUA) a fost un muzicolog, muzician, dirijor și critic muzical evreu-american. A fost șeful catedrei de muzică (engleză Chair of the Department of Music) al universității Princeton între anii 1952-1967 și a deținut funcția "the Henry Putnam University Professorship" până la retragerea sa în 1973. A decedat în 1979, la vârsta de 74 de ani.

## Cariera
Arthur Mendel a studiat muzica la universitatea Harvard (B.A., 1925). Între anii 1925 - 1927 a studiat la Paris teoria mizicii cu Nadia Boulanger.
Reîntors în Statele Unite a fost între anii 1930-1938 editor literar la editura G. Schirmer, Inc. În acelaș timp a scris și critică muzicală în „The Nation” (1930-1933).
Între 1940-1943 a fost numit editorul lui "The American Musicological Society's journal" și apoi, editor la "Associated Music Publishers" (1941-1947).
Între (1936-1953) Arthur Mendel a dirijat corul "The Cantata Singers" din New York una dintre primele grupări americane specializată în muzica baroc.
Muzicolog recunoscut, din anii '40 Mendel a început să predea cursuri la Univesitatea Columbia și din 1951 la University of California, Berkeley.
În 1952 el a fost numit professor de muzică și șef de catedră la Princeton University. Din 1967 a deținut poziția de  The Henry Putnam University Professorship, până la retragere, în 1973.

## Lista publicațiiloren

#### 1929
- "First Fruits of the Season". Modern Music 6, no. 2 (Jan.-Feb. 1929): 30-32.

#### 1930
- "Music" column in The Nation

"Transcribing Bach", The Nation 131, no. 3415 (Dec. 17,1930): 684, 686

#### 1931
- "Music" column in The Nation
- "Peace Without Euphony", The Nation 131, no. 3417 (Dec. 31, 1930): 741.
- "Whither Tonality", The Nation 132, no. 3419 (Jan. 14, 1931): 54-55.
- "From Behind a Screen", The Nation 132, no. 3412 (Jan. 28, 1931): 106-107.
- "Toscanini", The Nation 132, no. 3423 (Feb. 11, 1931): 163-164.
- "Orchestras Without Conductors", The Nation 132, no. 3425 (Feb. 25, 1931): 223-224.
- "Stravinsky", The Nation 132, no. 3427 (Mar. 11, 1931): 279-280.
- "A Neglected Composer", The Nation 132, no. 3429 (Mar. 25, 1931): 334-335.
- "If the Metropolitan Should Go Musical", The Nation 132, no. 3431 (Apr. 8, 1931): 390-391.
- "Stokowski", The Nation 132, no. 3433 (22 aprilie 1931): 458.
- "Concerning the Chorus", The Nation 132, no. 3435 (6 mai 1931): 509-510.
- "The Bach Festival", The Nation 132, no. 3439 (3 iunie 1931): 618.
- "Two Immortals", The Nation 133, no. 3444 (8 iulie 1931): 44-45.
- "Carl Weinrich", The Nation 133, no. 3459 (Oct. 21, 1931): 439-440.
- "Two Frenchmen Who Know How", The Nation 133, no. 3461 (Nov. 4, 1931): 495-6.
- "Anton Bruckner", The Nation 133, no. 3463 (Nov. 18, 1931): 549-551.
- "Has the Metropolitan Gone Musical?", The Nation 133, no. 3465 (Dec. 2, 1931): 620-621.
- "The Anatomy of Opera", The Nation 133, no. 3467 (Dec. 16, 1931): 677-678.
- Howard, John Tasker. Our American Music. Modern Music 9 (1931): 35-38. (Review)

#### 1932
- "Music" column in The Nation
- "A Change in Structure", The Nation 134, no. 3470 (Jan. 6, 1932): 26.
- "Composer and Performer", The Nation 134, no. 3472 (Jan. 20, 1932): 81-82.
- "Among the Best Performers", The Nation 134, no. 3474 (Feb. 3, 1932): 149-150.
- "Mental and Bodily Rhythm", The Nation 134, no. 3476 (Feb. 17, 1932): 210.
- "Technical Criticism", The Nation 134, no. 3480 (Mar. 16, 1932): 318-319.
- "Hints for Program-Makers", The Nation 134, no. 3482 (Mar. 30, 1932): 377-378.
- "Making Handel Louder", The Nation 134, no. 3485 (Apr. 20, 1932): 475-476.
- "What is American Music?", The Nation 134, no. 3487 (4 mai 1932): 524-525.
- "The American Composer", The Nation 134, no. 3489 (18 mai 1932): 578-580.
- "Europen Potpourri", The Nation 135 no. 3517 (Nov. 30, 1932): 540.
- "The Golden-haired Standard", The Nation 135 no. 3521 (Dec. 28, 1932): 652-654.

#### 1933
- "Our Musical Diet", The Nation 136 no. 3524 (Jan. 18, 1933): 74.
- "Selling Symphonies", The Nation 136 no. 3526 (Feb. 1, 1933): 128-130.
- "Two Kinds of Radicalism", The Nation 136 no. 3529 (Feb. 22, 1933): 216.
- "The Emperor Jones", The Nation 136 no. 3532 (Mar. 15, 1933): 297-298.
- "The Power of Implication", The Nation 136 no. 3535 (Apr. 5, 1933): 384.
- "The Subversive Jew [Review of Eichenauer, Richard. Musik und Rasse]", The Nation 136 no. 3537 (Apr. 19, 1933): 454.
- "Pierrot Lunaire", The Nation 136 no. 3540 (10 mai 1933): 538.
- "Modern Music [Review of Pannain, Guido. Modern Composers; Saminsky, Lazare. Music of Our Day. Essencials and Prophecies]", The Nation 137 no. 3548 (5 iulie 1933): 24.
- "American Composers [Review of American Composers on American Music, edited by Henry Cowell]", The Nation 137 no. 3561 (Oct. 4, 1933): 389-390.

1934 
- "Orchestral Version of Harris' Chorale". Modern Music 12, no. 1 (Nov.-Dec. 1934): 47.
- "Spengler's Quarrel with the Methods of Music History". The Musical Quarterly 20, no. 2 (Apr. 1934): 131-171.
- "Sitwell, Sacheverell. Liszt." The Saturday Review of Literature 11 (Sept. 29, 1934): 139. (Review)

1935 
- "The Early Twentieth Century". Chapter 41 in The History of Music: A Handbook and Guide for Students, edited by Sitwell. Revised and enlarged edition. New York: G. Schirmer 1935.
- Bekker, Paul. The Changing Opera. New York: W. W. Norton, 1935. (Translation)
- Bekker, Paul. "The Opera Walks New Paths". The Musical Quarterly 21, no. 3 (July 1935): 266-278. (Translation)

1936 
- Rosenfeld, Paul. Discoveries of a Music Critic; Williams, Vaughan. National Music; Lambert, Constant. Music Ho! A Study of Music in Decline; Van Dieren, Bernard. Down Among the Dead Men, and Other Essays. The Saturday Review of Literature 14 (2 mai 1936): 10. (Review)

1937 
- "The Changing Audience of the Composer". Volume of Proceedings of the Music Teachers National Association 61 (1937): 21-30.
- Van Loon, Hendrik Willem The Arts. The Saturday Review of Literature 16 (Oct. 2, 1937): 6. (Review)

#### 1938
- The International Cyclopedia of Music and Musicians, edited by Oscar Thompson. The Saturday Review of Literature 19 (Dec. 31, 1938): 18. (Review)
- Leiditentritt, Hugo. Music, History, and Ideas. The Saturday Review of Literature 18 (Sept. 3, 1938): 20. (Review)

#### 1939
- "An American Congress". The Musical Times 80, no. 1161 (Nov. 1939): 777-778.
- "The Quintet of Roy Harris". Modern Music 17, no. 1 (Oct.-Nov., 1939): 25-28.
- Brockway, Wallace and Herbert Weinstock. Men of Music. The Saturday Review of Literature 21 (Nov. 25, 1939): 12. (Review)
- Einstein, Alfred. "Dante, on the Way to the Madrigal". The Musical Quarterly 25, no. 2 (Apr. 1939): 142-155. (Translation)
- Kestenberg, Leo. "Music Education Goes its Own Way". The Musical Quarterly 25, no. 4 (Oct. 1939): 442-454. (Translation)
- Saint-Foix, Georges de, "A Musical Traveler: Giacomo Gotifredo Ferrari (1759-1842)". The Musical Quarterly 25, no. 4 (Oct. 1939): 455-465. (Translation)

1940 
- "New York". The Musical Times 81, no. 1171 (Sep. 1940): 383.
- Harris, Roy. Quintet; Third Symphony. The Victor Record Review 2, no. 12 (Apr. 1940). (Review)
- Felber, Rudolf. "Schumann's Place in German Song". The Musical Quarterly 26, no. 3 (July 1940): 340-354. (Translation)
- Graf, Max. "The Death of a Music City (Vienna: 1600-1938)". The Musical Quarterly 26, no. 1 (Jan. 1940): 8-18. (Translation)
- Redlich, Hans F. "Egon Wellesz". The Musical Quarterly 26, no. 1 (Jan. 1940): 65-75. (Translation)
- Scherchen, Hermann. "Johann Sebastian Bach's Last Composition". The Musical Quarterly 26, no. 4 (Oct. 1940): 467-482. (Translation)
- Varr argit. "Imponderable Elements of Musicality". The Musical Quarterly 26, no. 4 (Oct. 1940): 446-455. (Translation)

1941 
- Our Contemporary Composers: American Music in the Twentieth Century. John Tasker Howard with the assistance of Arthur Mendel. New York: Thomas Y. Crowell, 1941.
- Einstein, Alfred. "Mozart's Choice of Keys". The Musical Quarterly 27, no. 4 (Oct. 1941): 415-421. (Translation)
- Englander, Richard. "The Sketches for The Magic Flute at Upsala". The Musical Quarterly 27, no. 3 (July 1941): 343-355. (Translation)
- Nettl, Paul. "Mozart and the Czechs". The Musical Quarterly 27, no. 3 (July 1941): 329-342. (Translation)
- Rosenthal, Karl August. "Mozart's Sacramental Litanies and their Forerunners". The Musical Quarterly 27, no. 4 (Oct. 1941): 433-455. (Translation)
- Holde, Artur. "Four Unknown Letters of Richard Wagner. Presented with Comment". The Musical Quarterly 27, no. 2 (Apr. 1941): 220-234. (Letters translated by Arthur Mendel) (Translation)

#### 1942
- Hernried, Robert. "Four Unpublished Compositions by Robert Schumann". The Musical Quarterly 28, no. 1 (Jan., 1942): 50-62. (Translation)
- Bekker, Paul. "Franz Liszt Reconsidered". The Musical Quarterly 28, no. 2 (Apr. 1942):186-189. (Translation)
- Hindemith, Paul. The Craft of Musical Composition. Theoretical Part. New York: Associated Music Publishers, 1942. (Translation)
- Nettl, Paul. "An English Musician at the Court of Charles VI in Vienna". The Musical Quarterly 28, no. 3 (July 1942): 318-328. (Translation)

#### 1943
- "Problems in the Performance of Bach's Choral Music". (Abstract) Bulletin of the American Musicological Society No. 7 (Oct. 1943): 2-3.
- "Thoughts on the Translation of Vocal Texts". In A Birthday Offering to Carl Engel, edited by Gustave Reese. New York: G. Schirmer, 1943.
- Callomon, Fritz. "Some Unpublished Brahms Correspondence". The Musical Quarterly 29, no. 1 (Jan. 1943): 32-44. (Translation)
- Kolisch, Rudolf. "Tempo and Character in Beethoven's Music". Parts 1-2. The Musical Quarterly 29, no. 2-3 (Apr., July 1943): 169-187, 291-312. (Translation)

#### 1944
- "The Handicraft of Music Engraving". In Music: A Preview Issue of a Postwar Monthly, edited by Arthur Mendel. Milwaukee; New York: Kalmbath Publishing Co., 1944. (Article by and volume edited by Mendel)
- Papers Read at the International Congress of Musicology [New York, September 11th to 16th, 1939], edited with Gustave Reese and Gilbert Chase. New York: Music Educators' National Conference for the American Musicological Society, 1944.
- Bach, Johann Sebastian. Sonata in E minor for violin and continuo, performed by Adolph Busch, violin, and Artur Balsam, piano. Music: A Preview Issue of a Postwar Monthly, edited by Arthur Mendel. Milwaukee; New York: Kalmbath Publishing Co., 1944 (Review)
- Hindemith, Paul. "Methods of Music Theory". The Musical Quarterly 30, no. 1 (Jan. 1944): 20-28. (Translation)

#### 1945
- The Bach Reader: A Life of Johann Sebastian Bach in Letters and Documents, edited with Hans T. David. New York: W.W. Norton and Co., 1945.
- Tovey, Donald Francis. Essays in Musical Analysis: Chamber Music; Musical Articles from the Encyclopaedia Britannica, edited by Hubert J. Foss. The Musical Quarterly 31, no. 3 (July, 1945): 383-387. (Review)
- Einstein, Alfred. Mozart: His Character, His Work, translated with Nathan Broder. New York: Oxford University Press, 1945. (Review)

#### 1947
- "The Bach Reader". (Letter to the editor) The Musical Times 88, no. 1247 (Jan. 1947): 30-31.

1948 
- "Pitch in the 16th and Early 17th Centuries". Parts 1-4. The Musical Quarterly 34, no. 1-4 (Jan., Apr., July, Oct. 1948): 28-45, 199-221, 336-357, 575-593.

#### 1949
- "Devices for Transposition in the Organ Before 1600". Acta Musicologica 21 (1949): 24-40.

Sch?einrich. The Christmas Story. Historia von der Geburt Jesu Christi. New York: G. Schirmer 1949. (Edition) 
- Bach, Carl Philipp Emanuel. Essay on the True Art of Playing Keyboard Instruments, trans. by William J. Mitchell. The Musical Quarterly 35, no. 2 (Apr. 1949): 323-329. (Review)

#### 1950
- "On the Keyboard Accompaniments to Bach's Leipzig Church Music". The Musical Quarterly 36, no. 3 (July 1950): 339-362.
- "More for The Bach Reader". The Musical Quarterly 36, no. 4 (Oct. 1950): 485-510.

Sch?einrich. Weihnachts-Historie (The Christmas Story). The Cantata Singers and Orchestra Conducted by Arthur Mendel. R.E.B. Editions 3. Rowayton, Connecticut, 1950. (LP) (Recording) 
- Neumann, Werner. Handbook of Joh. Seb. Bach's Cantatas. Notes 8, no.1 (Dec., 1950): 156-159. (Review)
- Thematisch-systematisches Verzeichnis der musikalischen Werke von Johann Sebastian Bach. Bach-Werke-Verzeichnis, by Wolfgang Schmieder. Notes 8, no. 1 (Dec. 1950): 156-159. (Review)
- Lande, Michel Richard de la. Motet: Quare fremuerunt (Psaume II), pour Soli, Chceurs, et Orchestre; Motet: De Profundis. (Psaume CXXX), pour Soli, Choeurs, et Orchestre. Notes 7, no. 3 (1950), 429-430. (Review)

#### 1951
- Bach, Johann Sebastian. The Passion According to St. John. New York: G. Schirmer 1951. (Edition)
- Sch?einrich. Musicalische Exequien (German Requiem). The Cantata Singers Conducted by Arthur Mendel. R.E.B. Editions 9. Rowayton, Connecticut 1951. (LP) (Recording)
- Des Prez, Josquin. "Miscellaneous Vocal and Instrumental Works", performed by Pro Musica Antiqua; "Pre-Baroque Sacred Music", performed by the Harvard University Choir and the Radcliffe Choral Society;
- Haydn, Franz Joseph. St. Cecilia Mass, performed by the Akademie Chorus of Vienna and the Vienna Symphony;
- Palestrina, Pope Marcellus Mass, performed by the Robert Wagner Chorale of Los Angeles;
- Palestrina, Giovanni Pierluigi da. Pope Marcellus Mass, performed by the Choir of St. Eustache in Paris; Palestrina, Giovanni Pierluigi da. "Laudate Dominum" (Selected Gregorian Chants). The Trappist Monks of the Abbey of Gethsemani, Kentucky. The Saturday Review of Literature 34 (30 iunie 1951), 44. (Review)
- Aldrich, Putnam. Ornamentation in J. S. Bach's Organ Works. The Musical Quarterly 37, no. 2 (Apr. 1951): 290-294. (Review).

#### 1952
- Johann Sebastian Bach in Th?n, edited by Heinrich Besseler and G? Kraft; Johann Sebastian Bach: Briefe, Gesamtausgabe, edited by Hedwig and E. H. Muller von Asow; D?lfred. Studien ?ie friihen Kantaten J.S. Bachs. Journal of the American Musicological Society 5, no. 3 (Autumn, 1952): 252-257. (Review)
- Bach, Johann Sebastian. Cantata No. 4 (Christ lag in Todesbanden). The G?ngen Bach Festival Orchestra and The Chorus of the State School of Music (Frankfurt), conducted by Fritz Lehmann; Bach, Johann Sebastian. Cantata No. 6 (Bleib bei uns) and Cantata No. 19 (Es erhub sich ein Streit). Performed by the Stuttgart Choral Society, conducted by Hans Grischkat; Bach, Johann Sebastian. Cantata No. 9 (Es ist das Heil uns kommen her) and Cantata No. 137 (Lobe den Herrn, den machtigen Konig der Ehren). Performed by The Stuttgart Choral Society, conducted by Hans Grischkat; Bach, Johann Sebastian. Cantata No. 140 (Wachet auf) and Cantata No. 4 (Christ lag in Todesbanden). Performed by The Choir and Orchestra of the Bach Guild, conducted by Felix Prohaska; Bach, Johann Sebastian. Cantata 140 (Wachet auf) and Cantata 32 (Liebster Jesu, mein Verlangen), The Orchestra of the Vienna State Opera and The Akademiedior, conducted by Hermann Scherchen; Heinrich Sch?em>The Resurrection Story. Performed by The Munich Viol Quintet and Chamber Choir, conducted by Karl Schleiffer. The Musical Quarterly 38, no. 4 (Oct. 1952): 673-679. (Review).

#### 1953
- Sch?einrich. Little Sacred Concerts (Kleine geistlkhe Concerte). Selected, edited, arranged, and conducted by Arthur Mendel. R.E.B. Editions 10. Rowayton, Connecticut 1953. (Recording)

Rothschild, Fritz. The Lost Tradition in Music: Rhythm and Tempo in the Time of J. S. Bach. The Musical Quarterly 39, no. 4 (Oct., 1953): 617-630. (Review).

#### 1955
- "On the Pitches in Use in Bach's Time". Parts 1-2. The Musical Quarterly 41, no. 3-4 (July, Oct. 1955): 332-354, 466-480.
- "Problems of Intonation in the Performance of Contemporary Music", In Instrumental Music: A Conference at Isham Memorial Library, 4 mai 1957, edited by David G. Hughes. Cambridge: Harvard University Press 1959.
- Mozart, Wolfgang Amadeus. Missa Brevis in F Major. New York: G. Schirmer 1955. (Edition)

#### 1957
- "The Services of Musicology to the Practical Musician". In Some Aspects of Musicology, edited by Edward N. Waters. New York: Liberal Arts Press, 1957.
- A German Requiem (Musicalische Exequien), by Heinrich Sch?ew York: G. Schirmer 1957. (Edition)

1959 
- "A Note on Proportional Relationships in Bach Tempi". The Musical Times 100, no. 1402 (Dec. 1959): 683-685.

#### 1960
- "Bach Tempi: A Rebuttal". The Musical Times 101, no. 1406 (Apr. 1960): 251.
- "A Brief Note on Triple Proportion in Schuetz". The Musical Quarterly 46, no. 1 (Jan. 1960): 67-70.
- "Recent Developments in Bach Chronology". The Musical Quarterly 46, no. 3 (July 1960): 283-300.

#### 1961
- "Bach versus the Bible: a Letter from Professor Arthur Mendel". The Musical Times 102, no. 1421 (Jul. 1961): 423-424.
- "Bach Problems"; "Evidence and Explanation"; "Performance Practice in the 17th and 18th Centuries"; "Problems of Editing and Publishing Old Music". In Report of the Eighth Congress: New York 1961. International Musicological Society, edited by Jan LaRue. Kassel: B䲥nreiter 1962.

#### 1962
- Bach, Johann Sebastian. Ich liebe den H?ten von ganzern Gem?em> (BWV 174). In Neue Ausgabe samtlicher Werke. Serie I/Band 14. Kassel: B䲥nreiter 1962. (Edition)
- Obrecht, Jacobus. Missa sub tuum presidium, edited by M. van Crevel. Notes 19, no. 2 (Mar. 1962): 330-333. (Review)

#### 1963
- Kritischer Bericht [Ich liebe den H?ten von ganzern Gem?WV 174]. In Neue Ausgabe samtlicher Werke. Serie I/Band 14, Kantaten zum 2. und 3. Pfingsttag. Kassel: B䲥nreiter 1963.
- "The Doctorate in Composition". College Music Symposium 3 (Fall, 1963): 53-59.
- "Traces of the Pre-History of Bach's St. John and St. Matthew Passions". In Festschrift Otto Erich Deutsch zum 80. Geburtstag am 5. September 1963, edited by Walter Gerstenberg, Jan LaRue, and Wolfgang Rehm. Kassel: B䲥nreiter, 1963.

#### 1964
- "More on the Weimar Origin of Bach's O Mensch, bewein (BWV 244/35)". Journal of the American Musicological Society 17, no. 2 (Summer, 1964): 203-206.
- "Recollections of Paul Hindemith", with Henry W. Kaufmann, Benhard Heiden, and Kurt Stone. American Choral Review 6, No. 3 (Apr., 1964): 6-7.

#### 1965
- "Documentary Evidence Concerning the Aria 'Ich folge dir gleichfalls' from Bach's St. John Passion". College Music Symposium 5 (Fall, 1965): 64-67.

#### 1966
- The Bach Reader: A Life of Johann Sebastian Bach in Letters and Documents. 2nd ed, edited with Hans T. David. New York: W.W. Norton and Co., 1966.
- "Wasserzeichen in den Originalstimmen der Johannes-Passion Johann Sebastian Bachs". Die Musikforschung 19 (1966): 291-294.
- "Myra and her Audience". In Myra Hess: by her Friends, edited by Denise Lassimone and Howard Ferguson. London: Hamish Hamilton, 1966.

#### 1968
- "Hans T. David (1902-1967)". Journal of the American Musicological Society 21, no. 3 (Autumn, 1968): 407-409.
- "Some Ambiguities of the Mensural System". In Studies in Music History: Essays for Oliver Strunk, edited by Harold Powers. Princeton: Princeton University Press 1968.

Studies in the History of Musical Pitch. Amsterdam: Frits Knuf 1968. (Contains reprints of: "Pitch in the 16th and Early 17th centuries" (1948); "Devices for Transposition in the Organ Before 1600" (1949); and "On the Pitches in use in Bach's Time" (1955). Includes a brief introduction by Mendel and a detailed list of annotations, corrections, and additions (1965) to his three articles.) 
- Geiringer, Karl. Johann Sebastian Bach: The Culmination of an Era. Journal of the American Musicological Society 21, no. 3 (Autumn, 1968): 396-400. (Review)

#### 1969
- "Some Preliminary Attempts at Computer-Assisted Style-Analysis in Music". Computers and the Humanities 4, no. 1 (Sept., 1969), 41-52.
- "Meliora ac Melioranda in the Two Versions of BWV 245/1". In Bach-Studien: Eine Sammlung von Aufs䴺en (Werner Neumann zum 65. Geburtstag), edited by Rudolf Eller. Leipzig: Breitkopf & H䲴el, 1975.

#### 1970
- "[Discussions led by Arthur Mendel]", In Musicology and the Computer. Musicology 1966-2000: A Practical Program. Three Symposia, edited by Barry S. Brook. New York: The City University of New York Press 1970.
- Sch?einrich. Die sieben Worte Jesu Christi am Kreuz and Lukas-Passion (Historia des Leidens und Sterbens Jesu Christi nach dem Evangelisten St. Lukas). Performed by The Monteverdi-Chor, Hamburg and the Leonhardt-Consort, conducted by Jurgen Jurgens. The Musical Quarterly 56, no. 1 (Jan. 1970): 133-142. (Review)

#### 1971
- "Towards Objective Criteria for Establishing Chronology and Authenticity: What Help Can the Computer Give"? and "The Performance and Interpretation of Josquin's Masses". In Josquin des Prez: Proceedings of the International Josquin Festival-Conference held at The Juilliard School at Lincoln Center in New York City, 21-25 June 1971, edited by Edward E. Lowinsky and Bonnie J. Blackburn. London; New York: Oxford University Press, 1976.

#### 1973
- "Princeton computer tools for musical research", with Thomas Hall. Informatique et Sciences Humaines 19 (Dec., 1973): 41-45, 61-65.
- Bach, Johann Sebastian. Johannes-Passion (BWV 245). In Neue Ausgabe s䭴licher Werke. Serie Il/Band 4. Kassel: B䲥nreiter, 1973. (Edition).

#### 1974
- Kritischer Bericht. In Neue Ausgabe s䭴licher Werke. Serie Il/Band 4, Johannes-Passion. Kassel: B䲥nreiter 1974.

#### 1975
- "Walter Emery". (Letter to the editor) The Musical Times 116, no. 1583 (Jan. 1975): 40.

#### 1977
- "Gustave Reese (1899-1977): A Personal Memoir". Journal of the American Musicological Society 30, no. 3 (Autumn, 1977): 359-365.

#### 1978
- "Pers?ches zur Geschichte der j?n Bach-Forschung". Bach-Jahrbuch (1978): 245-250.
- "Pitch in Western Music since 1500. A Re-Examination". Acta Musicologica 50 (1978): 1-93, 328.

#### 1990
- The Forkel-Hoffmeister & K?correspondence, edited by George B. Stauffer. New York: C.F. Peters, 1990. (Letters of J.F. Forkel translated and annotated by Arthur Mendel). (Translation)